# Leptodontium interruptum
Leptodontium interruptum är en bladmossart som beskrevs av Brotherus 1902. Leptodontium interruptum ingår i släktet groddmossor, och familjen Pottiaceae. Inga underarter finns listade i Catalogue of Life.